# Esquilin (rione de Rome)

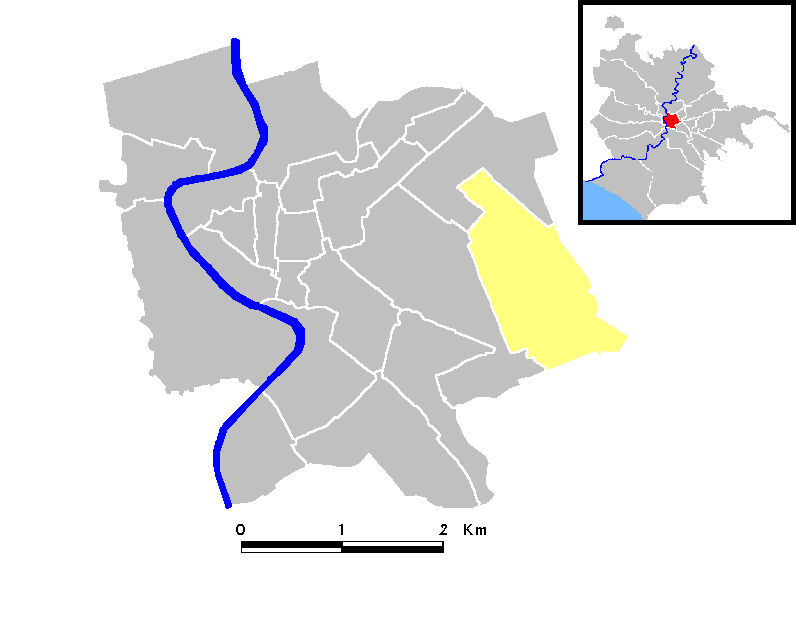
Localisation du rione sur une carte de Rome

L'Esquilin (en italien : Esquilino [eskwi'li:no]) est l'un des 22 rioni de la ville de Rome. Il est désigné dans la nomenclature administrative par le code R. XV. Il forme également une « zone urbanistique » désigné par le code 1.e, qui compte en 2010 : 37 383 habitants.

## Historique
Le quartier de l'Esquilin, autour de la gare Termini, est un des quartiers les plus populaires et les moins riches du centre de Rome. Il compte une population immigrée importante. 

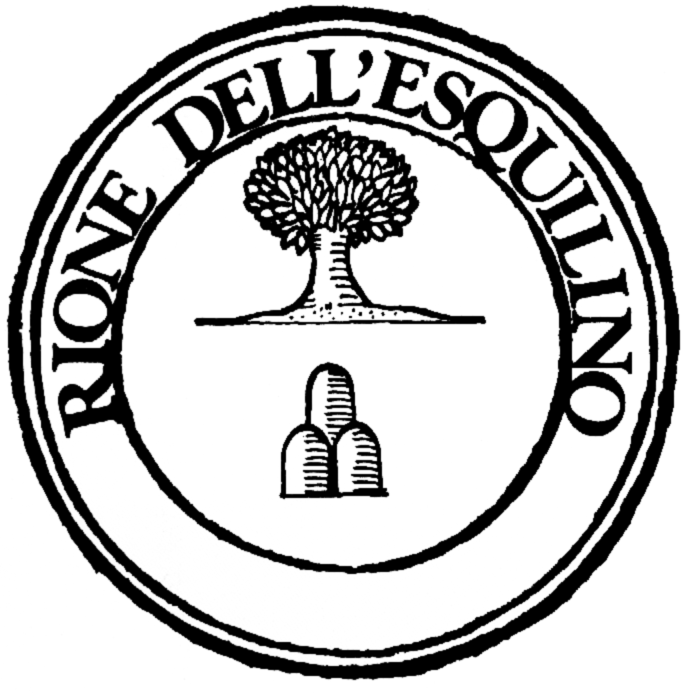
Le logo du rione.

## Monuments
- Basilique Sainte-Croix-de-Jérusalem
- Église Santa Maria Immacolata all'Esquilino
- Église Sant'Eusebio
- Église Santi Vito e Modesto
- Église Santa Bibiana
- Église Sant'Antonio Abate
- Église Sant'Alfonso all'Esquilino
- Église Sant'Antonio da Padova all'Esquilino
- Église Santa Maria del Buonaiuto
- Église Santissimo Sacramento al Laterano
- Église Santa Margherita Maria Alacoque
- Oratoire Santa Maria Immacolata della Concezione
- Chapelle Sant'Elena
- Église Sacra Famiglia di Nazareth
- Chapelle Santa Maria Addolorata all'Esquilino
- Église Santissimo Crocifisso alla Stazione Termini